# Trận Caporetto
Trận Caporetto là trận đánh diễn ra giữa Ý và Đế quốc Áo-Hung có sự yểm trợ của Đế chế Đức trong cuộc Chiến tranh thế giới lần thứ nhất diễn ra từ ngày 24 tháng 10 đến 19 tháng 11 năm 1917 tại Caporetto thuộc thung lũng Isonzo, ngày nay là Kobarid (Slovenia). Đây là trận thua thảm hại nhất của Ý trong suốt cuộc Đại chiến thế giới lần thứ nhất, và suýt nữa đã loại nước này ra khỏi cuộc chiến nếu các nước đế quốc khác trong phe Hiệp ước như Anh, Pháp, Mỹ không kịp giúp đỡ để ngăn chặn đà tiến quân của liên quân Đức-Áo. Trận đánh này còn là nơi quân Đức thực hiện chiến thuật tấn công mới khi sử dụng các sư đoàn "vũ bão" (stormtrooper) và cả khí độc để phá vỡ các phòng tuyến quân Ý.
Chiến thắng lừng lẫy của Quân đội Đức trong trận chiến này gắn liền với chiến công oai hùng của viên Sĩ quan Erwin Rommel. Trong cuộc chiến đấu hai ngày, ông đã tóm gọn được nguyên một cứ điểm của quân Ý và thu được vô số tù binh và chiến lợi phẩm. Sau này, ông sẽ còn là một vị Thống chế xuất sắc của Đế chế Đức Quốc xã do Adolf Hitler đứng đầu.

## Hoàn cảnh dẫn đến trận đánh
Tháng 10 năm 1917, mặt trận phía Đông châu Âu đã biến mất dưới sự sụp đổ của Đế quốc Nga và làn sóng cách mạng trong nước Nga. Do đó, Đế quốc Đức quyết định gửi một số sư đoàn tinh nhuệ đến mặt trận Ý để giúp đồng minh là Đế quốc Áo-Hung mở một cuộc tấn công lớn để loại Ý ra khỏi vòng chiến. Tổng số lực lượng của liên quân là 35 sư đoàn. Trong lúc đó Ý lập hệ thống phòng thủ tại Isonzo gồm 41 sư đoàn nhưng phần lớn quân lính đã rã rời, thiếu trầm trọng tiếp tế quân nhu và sự chăm sóc y tế cần thiết.

## Diễn biến

### Thất bại nhanh chóng của Ý
Cuộc tấn công của liên quân Đế quốc Đức, Áo-Hung vào các vị trí phòng thủ của Ý gần thị trấn Caporetto của Áo (nay là Kobarid, Slovenia) đã diễn ra một cách bất ngờ vào khoảng 2 giờ sáng ngày 24 tháng 10 1917. Do điều kiện thời tiết xấu, nhiều sương mù,, quân đội Ý tỏ ra vô cùng ngạc nhiên khi chứng kiến cuộc tấn công. Trận đánh mở đầu bằng các đợt pháo kích và hơi độc của quân Đức vào các phòng tuyến của người Ý, sau đó bộ binh Đức nhanh chóng tràn lên. Gần như ngay lập tức các phòng tuyến của tập đoàn quân số 2 Ý bị chọc thủng. Lính Đức sử dụng súng phun lửa và lựu đạn nhanh chóng "làm sạch" các chiến hào. Đêm ngày hôm đó, lính Đức dưới quyền tướng Otto von Below đã tiến được 25 km. Ở một số vị trí khác, liên quân Đức, Áo-Hung ở một số vị trí tấn công khác tuy không đạt được thành quả như trên nhưng đã khiến quân Ý rơi vào hỗn loạn. Sau 24 giờ chịu sự tấn công, toàn bộ các tuyến đầu phòng thủ của Ý trong thung lũng Isonzo tại Caporetto đã sụp đổ.
Tướng Ý Luigi Capello sau khi nhận thấy quân lính dưới quyền mình đã không hề được chuẩn bị cho trận đánh đã đề nghị cho rút quân về sông Tagliamento. Tuy nhiên, tổng tư lệnh Luigi Cadorna đã bác bỏ ý kiến trên vì ông tin rằng quân Ý vẫn còn đủ khả năng tập hợp lại và chống trả. Đó là một nhận định sai lầm của Cardona. Cuối cùng, đến ngày 30 tháng 10, Cardona đã phải ra lệnh cho phần lớn lực lượng Ý rút về sông Tagliamento. Người Ý đã phải mất 4 ngày vượt sông và quân Đức-Áo bám sát ngay sau họ. Ngày 2 tháng 11, một sư đoàn Đức đã thiết lập được đầu cầu tại Tagliamento. Tuy nhiên đến thời điểm này thì liên quân Đức-Áo đã đi quá xa nguồn tiếp tế do đó họ không còn đủ khả năng mở một cuộc tấn công. Chớp lấy thời cơ đó, Cadorna hạ lệnh cho quân Ý rút về xa hơn, đến sông Piave và cuộc rút lui kết thúc vào ngày 12 tháng 11.
Trong khoảng thời gian đó, liên quân Đức, Áo đã tiến vào chiếm các vùng đất của Ý và tại nhiều nơi, liên quân tiến vào như chỗ không người. Đến đầu tháng 11, quân Áo đã tiến sâu vào hơn 100 km và mục tiêu là thành phố Venezia nhưng cuối cùng họ đã không vượt qua được sông Piave, nơi mà quân đội Ý nhờ sự có mặt kịp thời của liên quân Anh-Pháp-Mỹ giúp đỡ nên đã thiết lập một hệ thống phòng thủ vững chắc. Thất bại của quân Áo tại trận sông Piave giúp cho chiến trường Ý trở lại ổn định cho đến tháng 10 năm 1918.

### Chiến tích của Erwin Rommel
Erwin Rommel, một sĩ quan trẻ của quân đội Đức đã lập một kì công hiếm có trong trận Caporetto. Dưới sự chỉ huy của ông, đại đội đến từ Wuerttemberg đã bắt sống 3000 lính Ý trong một ngày. Tài năng của Rommel càng được thể hiện khi ông chiếm được Monte Matajur, Tây Nam Caporetto. Sau khi lập được chiến tích này, ông được hoàng đế Wilhelm II của Đức trao tặng huân chương thập tự sắt và sau chiến tranh, ông được thăng cấp thượng uý. Về sau này trong Chiến tranh thế giới thứ hai, ông được Adolf Hitler điều ra chiến trường Bắc Phi và tại đây ông đã thể hiện hết khả năng của mình và có biệt danh "Cáo sa mạc".

## Kết quả

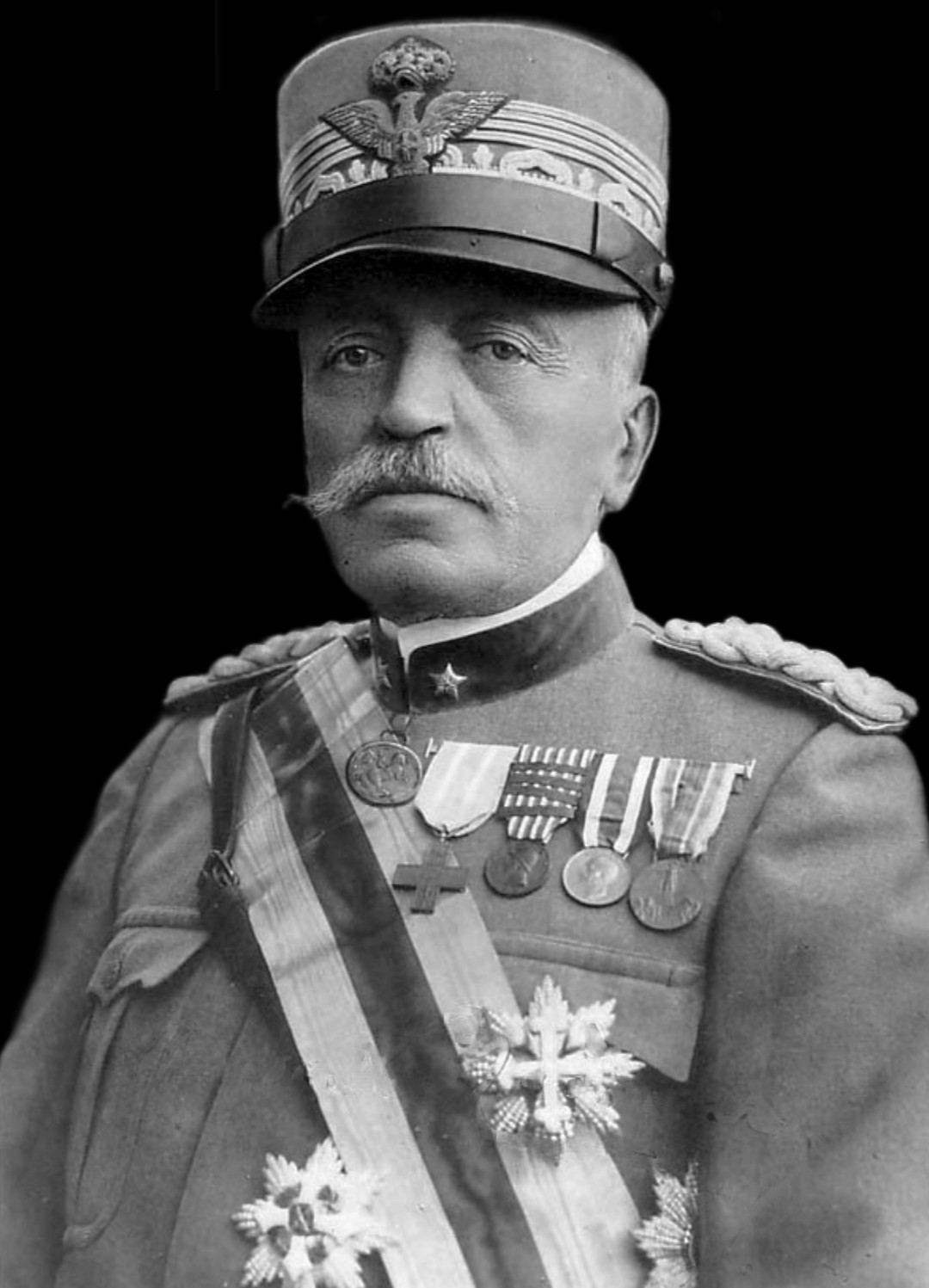
Luigi Cadorna

Trận Caporetto là trận đại bại của quân đội Ý và là trận thua lớn nhất của Ý trong suốt cả cuộc chiến. Sau trận này, tướng Armando Diaz đã phải thay tướng Luigi Cadorna làm tổng tư lệnh quân đội Ý nhằm chấn chỉnh lại quân đội.
Tổn thất của Ý trong trận này là kinh khủng: 11.000 người chết, 20.000 người bị thương và 275.000 người bị bắt làm tù binh. Ngoài ra còn có khoảng 3,000 khẩu pháo, 3,000 súng máy và 2,000 súng cối cùng một lượng lớn quân trang bị quân Áo chiếm được.. Trong khi đó, tổn thất của liên quân Đức-Áo là 20.000 người chết và bị thương. Trận Caporetto còn là dịp để người Đức thử nghiệm chiến thuật tấn công mới bằng cách sử dụng các sư đoàn "vũ bão" (stormtrooper) nhanh chóng tấn công vào các điểm yếu trong hệ thống phòng thủ của đối phương để giành chiến thắng. Chiến thuật này sẽ được người Đức sử dụng chủ yếu trong đợt Tổng tấn công mùa xuân 1918 từ tháng 3 đến tháng 7 năm 1918 tại mặt trận phía Tây châu Âu.
Trận đánh này cũng dẫn đến một cuộc hội nghị của các nước Entente tại Rapallo và tại đây đã thành lập Hội đồng tối cao về chiến tranh với lời hứa sẽ tăng cường hơn nữa sự hợp tác lẫn nhau và quân sự giữa các nước Entente để đi đến thắng lợi cuối cùng.

## Trận Caporetto trong văn hóa
Trong tác phẩm văn học nổi tiếng Giã từ vũ khí của nhà văn Mỹ Ernest Hemingway cũng có nhắc đến cuộc đại rút lui của quân đội Ý khi liên quân Đức-Áo tổ chức tấn công Caporetto.
Về sau, cái tên "Caporetto" được dùng trong tiếng Ý để biểu hiện một thất bại khủng khiếp. Năm 1922 khi Benito Mussolini lên nắm quyền ở Ý và thiết lập chế độ phát xít, những người theo chủ nghĩa xã hội ở Ý đã gọi Mussolini là "Caporetto của chủ nghĩa xã hội Ý".